# 존 메이크피스 베넷
명예직의 교수 존 메이크피스 베넷(John Makepeace Bennett, AO FTSE, 1921년 7월 31일 ~ 2010년 12월 9일)은 초기의 오스트레일리아인의 컴퓨터 과학자였다. 오스트레일리아 최초의 컴퓨터 과학 교수였으며 오스트레일리안 컴퓨터 소사이어티의 창립 학회장이었다. 선구적인 경력에는 에드삭, 페란티 마크1*, SILLIAC 등의 초기 컴퓨터들에 대한 작업, 그리고 컴퓨팅 수업과 컴퓨팅 협회를 통해 컴퓨터 이용에 관한 단어를 전파한 것이 포함되었다.

## 생애
존 베넷은 1921년 퀸즐랜드 워윅(Warwick, Queensland)에서 앨버트 존 베넷과 엘시 위니프레드 니 본(Elsie Winifred née Bourne)의 아들로 태어났다.
1952년, Rosalind Mary Elkington(당시 페란티에서 일하던)과 결혼했다. 4명의 자식이 있다: 크리스토퍼 존(Chistopher John), 앤 매거릿(Ann Margaret), 수전 엘리자베스(Susan Elizabeth), 제인 메리(Jane Mary).
1986년 65세 베넷은 자신의 아내와 함께 시드니의 노던 비치스로 은퇴했다. 베넷은 2010년 12월 9일 집에서 사망했으며 자신의 아내, 4명의 자식, 6명의 손주와 함께 삶을 견뎌냈다.

## 추가문헌
- Costello, J. (1993) 'John Bennett.' Computerworld. 16 July, page 2.
- Davidson, P. (2003) 'John Bennett: educating the technology. generation.' Information Age. August/September, page 31.